# Polyporus aurantioporus
Polyporus aurantioporus är en svampart som beskrevs av Quanten 1996. Polyporus aurantioporus ingår i släktet Polyporus och familjen Polyporaceae.   Inga underarter finns listade i Catalogue of Life.